# Os Músicos (Caravaggio)
Os Músicos (c. 1595) é uma pintura do mestre do barroco italiano Michelangelo Merisi da Caravaggio (1571–1610). Encontra-se no Museu Metropolitano de Arte, em Nova York.
Caravaggio entrou para a casa do cardeal Francesco Maria Del Monte em algum momento de 1595. Seu biógrafo, o pintor Giovanni Baglione, disse que ele "pintou para o cardeal jovens muito bem desenhados tocando música na natureza e também um jovem tocando alaúde", o último sendo presumivelmente O Tocador de Alaúde, que parece formar uma obra complementar de Os Músicos.  A imagem mostra quatro rapazes em trajes quase clássicos, três deles tocando instrumentos musicais variados ou cantando, enquanto o quarto está vestido como cupido e chega às mãos um cacho de uvas.A figura central com o alaúde tem sido identificada como Mario Minniti, amigo de Caravaggio, e o indivíduo próximo a ele que encara o espectador tem sido reconhecido como um autorretrato do artista. O cupido tem uma forte semelhança com o rapaz em  Rapaz Descascando Fruta, feito alguns anos antes, e também com o anjo em  São Francisco de Assis em Êxtase.
Cenas mostrando músicos eram um tema popular na época — a Igreja estava a apoiar uma renovação na música e novos estilos e formas eram experimentados, especialmente por priores educados e progressistas como Del Monte. Esta cena, no entanto, é claramente secular e não religiosa. Os manuscritos mostram que os rapazes estão praticando madrigais celebrando o amor, e os olhos do tocador de alaúde estão cheios de lágrimas — as canções presumivelmente descrevem a tristeza do amor ao invés de seus prazeres. O violino no primeiro plano sugere um quinto participante, incluindo implicitamente o espectador no quadro.
Esta foi a composição mais ambiciosa e complexa de Caravaggio até a data, e é evidente que o artista teve dificuldade em pintar as quatro figuras separadamente — elas não se relacionam entre si ou entre o espaço da pintur, e o efeito geral é um pouco desajustado. A pintura está condição precária, e a canção no manuscrito foi bastante danificada por restaurações passadas, embora uma parte do tenor e do alto possa ser feita. No entanto, continua a ser uma das obras mais populares do artista.